# Światła odblaskowe

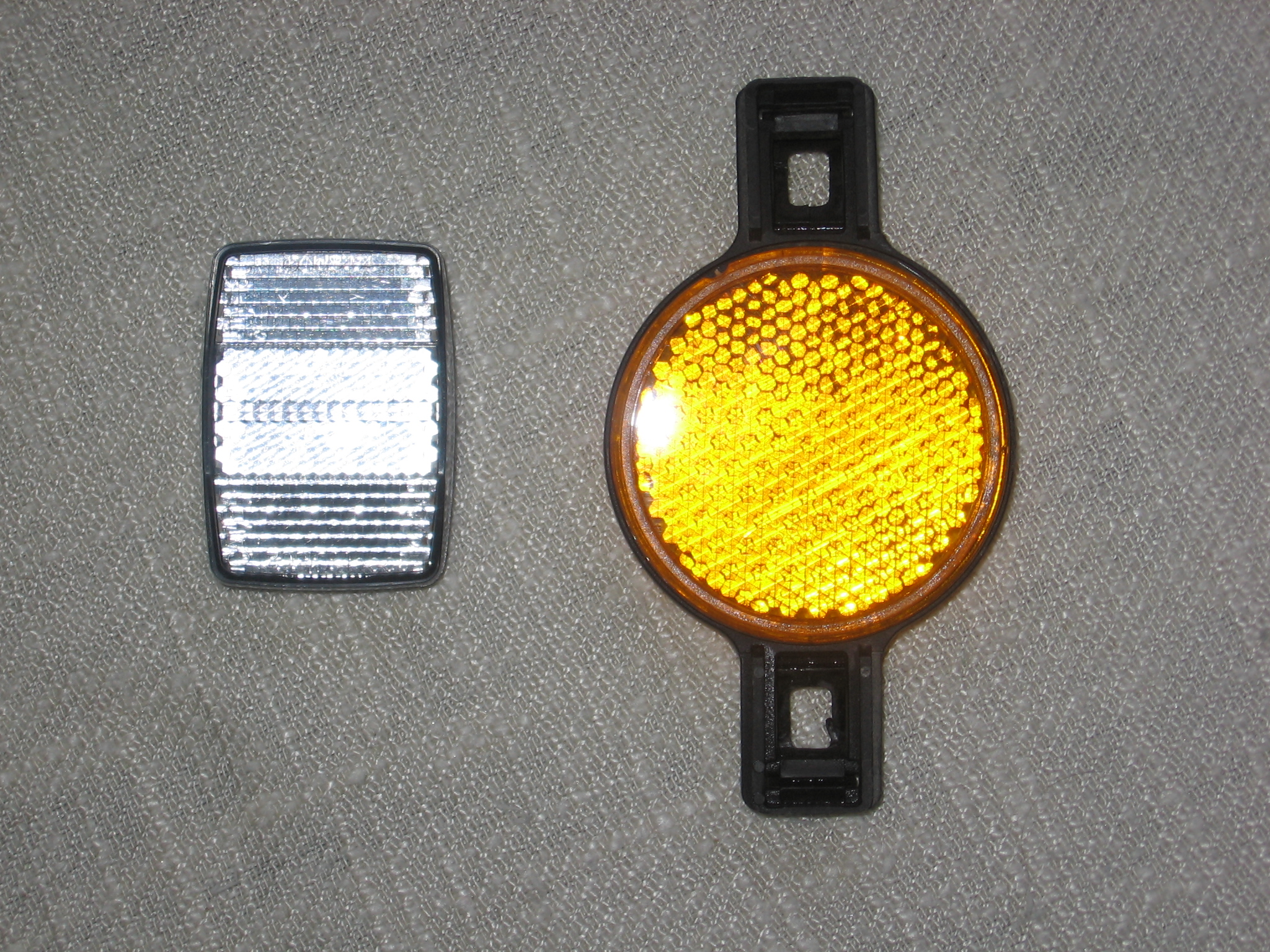
przykładowe rozwiązania świateł odblaskowych, tu: przeznaczone do montowania na rowerach

Światła odblaskowe, odblask – elementy wskazujące obecność pojazdu, pieszego lub elementu poprzez odbicie światła wysyłanego przez źródła światła w jego kierunku. Światła i elementy odblaskowe stosuje się w celu poprawy widoczności, szczególnie po zmierzchu.
Światła odblaskowe to zestaw mini retroreflektorów — układu miniaturowych reflektorów rogowych albo małych soczewek, które po oświetleniu odbijają światło w kierunku z którego pada, zwiększając widoczność np. na drodze.
Odblaski mogą występować w postaci pasków (taśm) odblaskowych na stałe przymocowane do odzieży, elementów odblaskowych będących samodzielnym urządzeniem, które można przymocować do dowolnego elementu np. odzieży. W przypadku pojazdów światła odblaskowe są zwykle częścią stałą pojazdu. W rowerach odblaski znajdują się zwykle na kołach, pedałach, z tyłu i z przodu. W motocyklach, samochodach i innych pojazdach odblaski są wbudowane w przód i tył (oraz boki) obok reflektorów i świateł hamowania.

## Zastosowanie
Jednym z obszarów, gdzie stosuje się elementy odblaskowe jest poprawa widoczności pieszych. Z  badań wynika, że jeśli ten sam pieszy, który widoczny był z odległości 22,4 – 33m bez elementów odblaskowych, po wyposażeniu go w opaskę odblaskowa koloru żółtego umieszczoną na przedramieniu zauważony zostaje z około 62,3 – 108,1m. UOKiK wskazuje, że optymalną wysokością, na jakiej użytkownik powinien nosić (mocować) odblask jest wysokość padania na niego wiązki światła pochodzącego z reflektorów samochodu.
Elementy odblaskowe w postaci taśm lub pojedynczych elementów stosuje się w kamizelkach odblaskowych lub odzieży roboczej wymagającej poprawy widoczności..
Światła odblaskowe stosuje się jako oświetlenie pozycyjne pojazdów, w szczególności takich jak rower, wózek rowerowy, motorower, wózek inwalidzki i pojazd zaprzęgowy.
Punktowe elementy odblaskowe stosuje się jako uzupełnienie znaków poziomych podłużnych i poprzecznych, jak również samodzielnie na krawędzi jezdni na odcinkach dróg, na których dopuszcza się postój pojazdów na jezdni, a uzasadnione jest wskazanie krawędzi jezdni. Punktowe elementy odblaskowe stosuje się w celu ostrzegania, prowadzenia i informowania kierujących o miejscach i odcinkach dróg szczególnie niebezpiecznych. Stosuje się tutaj trzy barwy: biała – dla stałej organizacji ruchu z wyjątkiem prawo-stronnych linii krawędziowych, czerwona – dla prawostronnych linii krawędziowych jezdni, żółta – dla oznakowania czasowych zmian organizacji ruchu.
Są elementem odzieży roboczej w praktycznie każdej branży przemysłowej. Są też elementem ubioru w przypadku służb państwowych. W Policji stosowane począwszy od wspomnianych mundurów, poprzez kamizelki odblaskowe, tarczki sygnalizacyjne czy elementy zabezpieczenia zdarzenia drogowego.

## Światła odblaskowe w prawie

### Odblaski dla niechronionych użytkowników i pojazdów niezmotoryzowanych
W Unii Europejskiej odblaski dla pieszych muszą być certyfikowane zgodnie z normą bezpieczeństwa EN 17353:2020, która jest połączeniem wcześniejszych certyfikowanych norm EN 1150:1999 i EN 13356:200; Norma ta dotyczy w szczególności odblaskowej odzieży i akcesoriów do użytku nieprofesjonalnego. Istnieją inne normy dotyczące innych rodzajów odblasków, takich jak profesjonalne kamizelki odblaskowe i odblaski na rowerach lub samochodach.
W Finlandii, Estonii, na Łotwie i Litwie piesi są prawnie zobowiązani do noszenia odblasków podczas chodzenia w ciemności.
W Polsce w myśl przepisów prawo o ruchu drogowym obowiązek używania elementów odblaskowych (odblasków, akcesoriów odblaskowych ) podczas poruszania się po drodze publicznej mają wszyscy piesi, poruszający się po drodze po zmierzchu poza obszarem zabudowanym chyba że porusza się po drodze przeznaczonej wyłącznie dla pieszych lub po chodniku, przy czym pieszy to osoba znajdująca się poza pojazdem na drodze i niewykonująca na niej robót lub czynności przewidzianych odrębnymi przepisami czyli pieszym jest także osoba ciągnącą lub pchającą rower, motorower, motocykl, wózek dziecięcy, podręczny lub inwalidzki, osoba poruszająca się w wózku inwalidzkim. Analogicznie za pieszego będzie uważana również osoba poruszająca się na hulajnodze, deskorolce, rolkach lub wrotkach.

### Odblask dla pojazdów
UE korzysta z regulaminu EKG ONZ nr 3, aby podzielić światła odblaskowe na kilka klas: IA, IB, IIIA, IIIB i IVA. UE stosuje regulamin EKG ONZ nr 104 dotyczący oznakowania odblaskowego pojazdów kategorii M2 i M3 (transport osób), N (transport towarów), O2, O3 i O4 (przyczepy). W tym rozporządzeniu stosuje się kolorowe oznaczenia. W prawie UE obowiązuje również dyrektywa Rady 76/757/EWG z dnia 27 lipca 1976 r. w sprawie zbliżenia ustawodawstw państw członkowskich odnoszących się do świateł odblaskowych pojazdów silnikowych i ich przyczep.

Światła odblaskowe w rowerze; Widoczność w dzień i w nocy

Obowiązek wyposażenia w światła odblaskowe nakładają odpowiednie przepisy prawa, np. na producentów pojazdów, uczestników ruchu drogowego. W Polsce takie wymagania określa art. 66 ust. 5, ustawa z dnia 20 czerwca 1997 r. – Prawo o ruchu drogowym (Dz. U. z 2012 r. poz. 1137, z późn. zm.), Dz.U.2016.2022- aktualnie obowiązujący od lipca 2023, Rozdział 3 – `"Światła", §  12.  "Obowiązkowe światła zewnętrzne w pojeździe" – paragraf ten określa obowiązek wyposażenia w światła odblaskowe pojazdów różnych rodzajów. Według tych przepisów wszystkie pojazdy przeznaczone do ruchu na drogach publicznych muszą być wyposażone w światła odblaskowe tylne koloru czerwonego i przednie koloru białego, a pojazdy o całkowitej długości przekraczającej 6 metrów – dodatkowo boczne światła odblaskowe koloru żółtego. Przyczepy pojazdów samochodowych winny być wyposażone z tyłu w czerwone światła odblaskowe o kształcie trójkąta równobocznego skierowanego wierzchołkiem do góry. Światła odblaskowe powinny być tak skonstruowane, by w warunkach dobrej przejrzystości powietrza oświetlone reflektorami samochodowymi (światłami drogowymi) ich światło odbite widoczne było z odległości 150 metrów.